# Phylliana alba
Phylliana alba är en insektsart som först beskrevs av Jacobi 1915.  Phylliana alba ingår i släktet Phylliana och familjen Flatidae. Inga underarter finns listade i Catalogue of Life.